# Recopilación de Leyes de las Indias
Recopilación de Leyes de los Reynos de las Indias fue una compilación de la legislación promulgada por los monarcas españoles para regular sus posesiones en América y las Filipinas (Indias). Fue realizada por Antonio de León Pinelo y Juan de Solórzano Pereira y aprobada por Carlos II de España (1665-1700) mediante una pragmática, firmada en Madrid, el 18 de mayo de 1680.
Está dividida en cuatro tomos y un total de nueve libros, que contienen 6.385 leyes, agrupadas en 218 títulos. Cada ley señala el año, rey y lugar de expedición de dicha norma.
Libros, según sus nombres con la caligrafía original:

Libro Primero. De la Santa Fé Catolica.

Libro Segundo. De las Leyes, Provisiones, Cédulas, y Ordenanzas Reales.

Libro Tercero. De el Dominio, y jurisdicción Real de las Indias.

Libro Cuarto. De los Descubrimientos.

Libro Quinto. De los Terminos, Division, y Agregacion de las Gobernaciones.

Libro Sexto. De los Indios.

Libro Séptimo. De los Pesquisidores, y jueces de Comision.

Libro Octavo. De las Contadurias de Cuentas, y sus Ministros.

Libro Noveno. De la Real Audiencia, y Casa de Contratacion, que reside en Sevilla.

Erratas. Fé de Erratas

## La Cédula Real de Carlos II
Por cuanto habiendo sido informado de la grande falta que hacía para el gobierno de mis Reynos y Señoríos de las Indias Occidentales, Islas y Tierra Firme del Mar Océano, la Recopilación de Leyes , que por mandato de los señores Reyes mis Gloriosos Progenitores, se había comenzado, y continuado hasta este tiempo, en que por la gracia de Dios se ha acabado. Y habiéndoseme consultado y suplicado por el Consejo de Indias les diese la autoridad, fuerza y virtud, (en) cuanto necesitan las Leyes ser publicadas, cumplidas y ejecutadas, como conviene.  Y porque asimismo es conveniente, que toda esta materia corra, y tenga la última perfección por el Tribunal que le dio principio, por la presente ordeno, y doy licencia, y facultad para que por cuenta, y disposición de mi Consejo de las Indias (autorizo que) cualquier Impresor de estos Reinos pueda imprimir el Libro de la dicha Recopilación de Leyes, incorporando en él las Cédulas, Provisiones, Acuerdos, y Despachos que convengan, y sean necesarios para el gobierno, y administración de Justicia, Guerra, y Hacienda, y todas las demás materias, que tocan, y son de la jurisdicción y cuidado del dicho Consejo de las Indias, y convenientes para el despacho de los negocios. Y mando, que ningún Impresor, ni otra cualquier persona pueda imprimir, ni vender la dicha Recopilación sin particular licencia de los del dicho mi Consejo, al cual se la doy, y concedo, para que sin limitación de tiempo pueda hacer las impresiones que le pareciere, y tuviere por necesarias, y tenga a su cuidado el avío, distribución, y recaudación de los Libros que le repartieren, y beneficiaren en estos Reynos, y los de las Indias: y el Impresor, o personas, que sin dicha licencia imprimieren, o vendieren la dicha Recopilación, caigan, e incurran en pena de quinientos ducados, y los Libros perdidos, por la primera vez: y por la segunda, las mismas penas, y destierro de estos Reynos, y de las Indias, donde se contraviniere a lo ordenado, y mandado por esta mi Cedula. Fecha en San Lorenzo, a primero de Noviembre de mil y seiscientos y ochenta y un años. 
 

Por mandato del Rey nuestro Señor. 

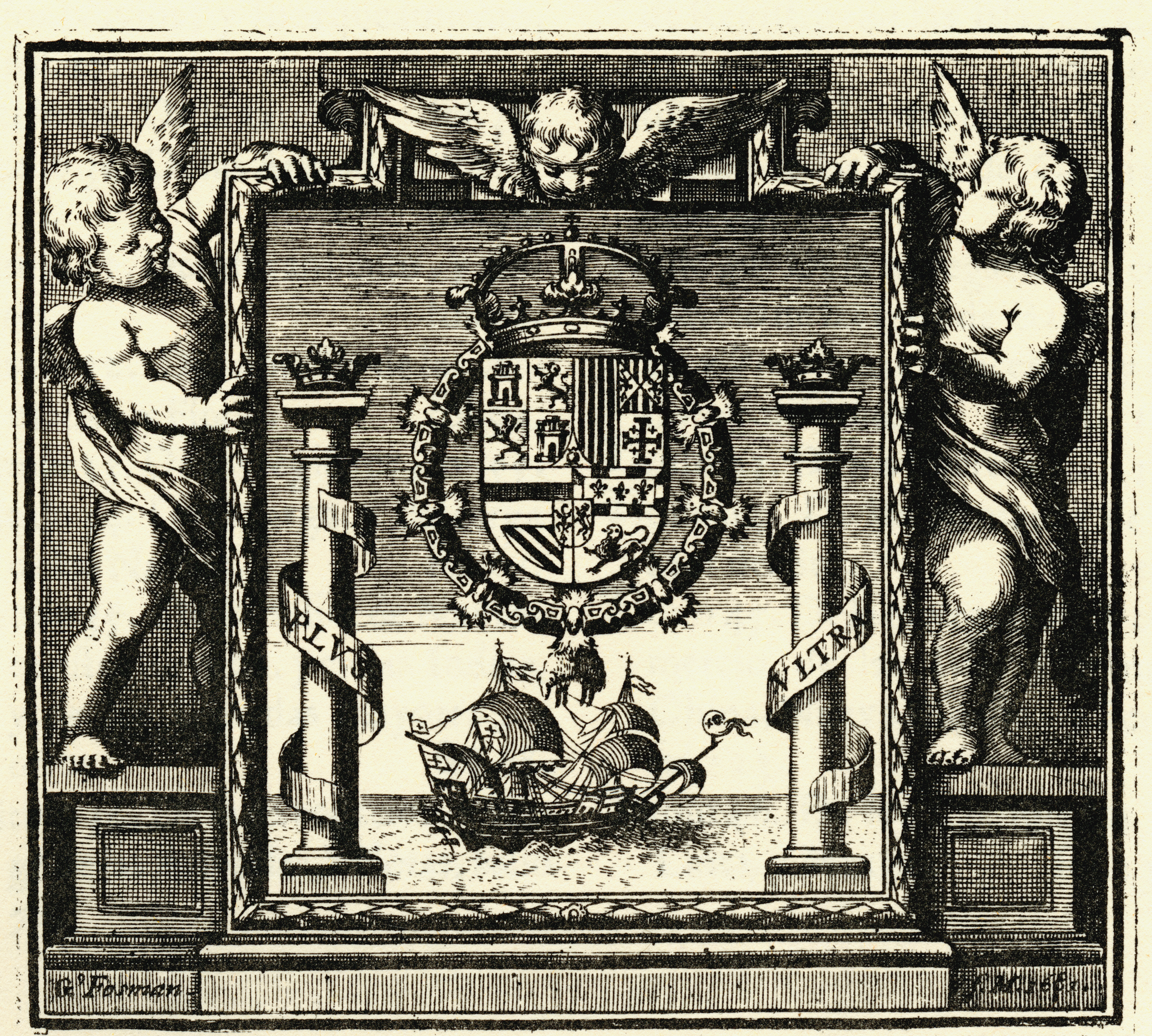
Grabado que ilustra la portada de la Obra

Don Francisco Fernández de Madrigal.